# Soixante jours qui ébranlèrent l'Occident
Soixante jours qui ébranlèrent l'Occident est un compendium chronologique de la bataille de France, du 10 mai 1940 au 10 juillet 1940, rédigé par Jacques Benoist-Méchin en 1956 (année de première publication). Il se veut exhaustif sur les plans politique et militaire du récit des événements.
Il est constitué de trois tomes :
1. la Bataille du Nord (10 mai-5 juin 1940)
2. La Bataille de France (5 juin-21 juin 1940)
3. La Fin du Régime (21 juin-10 juillet 1940)

## Contenu
Jacques Benoist-Méchin procède de la même façon que Thucydide quand il décrit l'origine et le déroulement de la guerre du Péloponnèse : à la fois proche de l'action, animé d'un patriotisme lucide, il garde le recul nécessaire pour ne pas se laisser entraîner par l'esprit partisan et ne procède à aucune analyse qui ne soit basée sur des faits incontestés ; d'autre part, il insiste sur le rôle des principaux protagonistes (Churchill, de Gaulle, Darlan, Paul Reynaud, Weygand, Léopold III) et sur l'importance de leurs décisions et opinions dans le déroulement des événements ; c'est pourquoi, l'auteur divise ainsi son livre en journées, depuis le 10 mai jusqu'au 10 juillet, qu'il analyse à chaque fois sur le plan militaire, politique et diplomatique. 
Dans le troisième tome, il procède à une synthèse de ces 2 mois en analysant la guerre vue du côté allemand et français. Il met ainsi en avant  l'esprit novateur du commandement allemand, la qualité de la formation des hommes ainsi que la révolution stratégique que représente le concept de Blitzkrieg qui consiste à regrouper les divisions blindées en unités autonomes pour, en alliance avec l'aviation, obtenir la rupture du front ennemi ; puis il souligne l'opposition que représente la sclérose du commandement français, son attachement absolu à la stratégie du front linéaire défensif, malgré l'évidence de son échec comme l'a montré la campagne de Pologne en septembre 1939.
Sur le plan des personnes, l'auteur se montre sévère à l'égard du personnel politique français, et particulièrement de Paul Reynaud, qu'il ne trouve pas à la hauteur du drame vécu par la France ; sur le général de Gaulle, l'auteur reste admiratif du personnage, pour sa clairvoyance sur la montée des périls avant-guerre, sa force de caractère dans l'épreuve, sa volonté d'incarner la France à lui tout seul quand elle est au fond du gouffre, ainsi que sa vision sur la victoire future, mais lui reproche son orgueil, son cynisme, son manque d'empathie pour les hommes, ses propos excessifs qui lui braquèrent des oppositions.
Cependant, il insiste sur les trois fautes capitales commises par Adolf Hitler qui lui ont fait perdre la guerre : 
1) avoir laissé les franco-britanniques évacuer 340 000 hommes à Dunkerque ;
Quand Churchill planifia à la hâte l'opération Dynamo, l'état-major de la Marine lui dit que sauver plus de 30 000 hommes serait un miracle. Or, pour des raisons multiples, Hitler lança le 24 mai 1940, le Haltpanzerbefehl, ordonnant aux divisions blindées de s'arrêter ; Hitler s'inquiétait d'une contre-attaque nord-sud des franco-anglais, ce en quoi il commit l'erreur de surestimer un adversaire pour la seule fois de la guerre, parce que le dispositif de défense français avait, comme l'a écrit le général de Gaulle "volé en éclats "; d'autre part, les rodomontades de Göring lui laissèrent croire que la Luftwaffe pourrait régler le problème toute seule ; ce répit inespéré permit donc l'évacuation de 340 000 hommes, dont 120 000 Français. Au sein du Cabinet de Guerre britannique, des voix s'élevaient déjà pour une paix de compromis avec le Reich et un remplaçant tout trouvé pour Churchill, Lord Halifax, Secrétaire d'État au Foreign Office, partisan de l'apaisement depuis toujours ; il est certain que Churchill serait alors tombé sans l'évacuation réussie de Dunkerque et un armistice provisoire serait alors intervenu entre le Reich et la Grande-Bretagne ; 
2) avoir accordé un armistice à la France 
Hitler était un homme "non dépourvu de culture", comme l'a écrit l'ambassadeur de France à Berlin, André François-Poncet ; il savait donc que l'Angleterre s'appuyait toujours sur la puissance secondaire européenne pour contrer la première ; en sortant la France de la guerre, il obligerait l'Angleterre de faire de même, faute d'allié. Or, il avait sous-estimé la détermination de Churchill ; quand il se rendit compte de son erreur, au début de la bataille d'Angleterre, il demanda à Pétain des bases en Afrique du Nord, pour bloquer le détroit de Gibraltar et ce que Pétain refusa, parce que cette clause n'était pas prévue par l'Armistice. Certes, la marine française, en partie présente en Méditerranée aurait tenté d'arrêter l'offensive allemande, mais il n'y avait plus d'aviation française et la Seconde Guerre Mondiale a montré largement qu'en cas de conflit avion-bateau, c'est toujours l'avion qui gagne.
Lors du procès de Nuremberg, Keitel et Göring soulignèrent tous les deux l'erreur qu'avait représenté pour l'Allemagne cet armistice : en effet, la situation géopolitique fut figée en Méditerranée et le Reich n'eut pas accès aux ressources pétrolières du Proche-Orient que ni les Français, ni les Anglais n'auraient pu défendre en 1940.
3) n'avoir pas su choisir entre la guerre et la paix vis-à-vis des pays vaincus, au cours de l'été 1940.
En six semaines, Hitler a défait les armées de sept pays, en occupe militairement six et se trouve gardien de plus de 2 millions de prisonniers français, néerlandais, belges, norvégiens et britanniques ; il avait le choix de proposer aux pays vaincus une paix généreuse, et simplement d'être tuteur de pays libres, mais désarmés ou de leur imposer une occupation dure, générant des actions de résistance et nécessitant des effectifs importants ; le premier choix aurait complètement isolé l'Angleterre et les gouvernements en exil à Londres, le second fut source de problèmes grandissants parce qu'il mobilisait des effectifs importants, quand l'armée allemande fut engluée en Russie.
Ce livre est disponible au format Bouquins chez l'éditeur Robert Laffont,  (ISBN 978-2-221-13211-1).

## Critique
Benoist-Méchin restera fasciné par la puissance allemande, son efficacité et la personnalité d'Adolf Hitler ; aussi, ce livre cherche à démontrer la victoire absolue du Reich en mai/juin 1940, le caractère total de la défaite française et l'armistice franco-allemand comme inévitable. L'ouvrage est très documenté, tous les faits relatés sont justifiés par des pièces d'archives, datées et référencées. 
Cependant, l'auteur ne cite pas les pertes subies par les protagonistes en ces six semaines fatidiques. Or, même si l'opinion mondiale, surprise par l'effondrement de la France, n'a retenu que la fuite désespérée d'armées entières, les pertes montrent un autre aspect de la réalité, qui anticipent les causes de la défaite du Reich :  
- environ 60.000 soldats tués dans chaque camp (en fait 5.000 Allemands en plus que de Français !), soit 1.000 par jour, dont 13 généraux français, soit deux par semaine,

- 1.300 avions allemands abattus, dont 80 % des équipages entrainés, difficilement remplaçables, soit 20 par jour ; sur le front russe, au cours de l'opération Barbarossa (juin/décembre 1941), les allemands ne perdront que 20 avions par jour, pour un front 5 fois plus long.

- Enfin, près de 1.200 chars, soit 28 chars par jour et 45 % des dotations des 10 divisions blindées engagées pendant la bataille de France ; en Russie, environ la moitié des 4.300 chars, soit 2.200 seront hors de combat à la fin de l'opération Barbarossa en décembre 1941, soit 20 par jour environ.

Les avions abattus et surtout leurs équipages, manqueront pour la Bataille d'Angleterre et les pertes en blindés anticipent ce que seront les pertes sur le front russe.
Pour résumer, la défaite de la France en mai / juin 1940 peut être qualifiée de victoire à la Pyrrhus pour Hitler.